# Goodridge Roberts
William Goodridge Roberts (ur. 24 września 1904 na Barbadosie (wówczas Brytyjskie Indie Zachodnie), zm. 28 stycznia 1974 w Montrealu) – kanadyjski malarz.

## Życiorys
Pochodził z rodziny artystycznej. Od 1923 do 1925 studiował w École des beaux-arts de Montréal, a 1926-1928 w Art Students League w Nowym Jorku, pobierał lekcje u amerykańskiego malarza Johna Sloana. Od 1930 mieszkał w Ottawie, gdzie zorganizował pierwszą profesjonalną wystawę swoich prac sponsorowaną przez Carnegie Corporation na Queen’s University, w 1936 wrócił do Montrealu. W 1939 został członkiem założycielem John Lyman’s Contemporary Arts Society. Malował pejzaże, figury i martwą naturę, łącząc realizm ze sztuką nowoczesną. Jedną z bardziej znanych jego prac jest Widok okolic jeziora Orford z 1945. W 1952 był jednym z reprezentantów Kanady na Biennale Sztuki w Wenecji. Pracował na Uniwersytecie Nowego Brunszwiku. W 1969 został oficerem Orderu Kanady.